# Kukulje, Bijelo Polje
Kukulje este un sat din comuna Bijelo Polje, Muntenegru. Conform datelor de la recensământul din 2003, localitatea are 569 de locuitori (la recensământul din 1991 erau 777 de locuitori).

## Demografie
În satul Kukulje locuiesc 381 de persoane adulte, iar vârsta medie a populației este de 31,5 de ani (31,0 la bărbați și 32,0 la femei). În localitate sunt 134 de gospodării, iar numărul mediu de membri în gospodărie este de 4,25.
Populația localității este foarte eterogenă.
|  |

| Demografie | Demografie | Demografie |
| An         | Locuitori  | Locuitori  |
| ---------- | ---------- | ---------- |
|            |            |            |
|            |            |            |
|            |            |            |
|            |            |            |
| 1948       | 632        |            |
| 1953       | 809        |            |
| 1961       | 852        |            |
| 1971       | 912        |            |
| 1981       | 894        |            |
| 1991       | 777        | 777        |
| 2003       | 608        | 569        |

| \| Componența etnică conform recensământului din 2003[2] \| Componența etnică conform recensământului din 2003[2] \| Componența etnică conform recensământului din 2003[2] \| Componența etnică conform recensământului din 2003[2] \| Componența etnică conform recensământului din 2003[2] \| \| ----------------------------------------------------- \| ----------------------------------------------------- \| ----------------------------------------------------- \| ----------------------------------------------------- \| ----------------------------------------------------- \| \| \| \| \| \| \| \| Bosniaci \| Bosniaci \| \| 347 \| 60,98% \| \| Musulmani \| Musulmani \| \| 141 \| 24,78% \| \| Sârbi \| Sârbi \| \| 35 \| 6,15% \| \| Muntenegreni \| Muntenegreni \| \| 24 \| 4,21% \| \| necunoscută \| necunoscută \| \| 13 \| 2,28% \| |              |  |     |        |
| Componența etnică conform recensământului din 2003 |              |  |     |        |
| |              |  |     |        |
| Bosniaci | Bosniaci     |  | 347 | 60,98% |
| Musulmani | Musulmani    |  | 141 | 24,78% |
| Sârbi | Sârbi        |  | 35  | 6,15%  |
| Muntenegreni | Muntenegreni |  | 24  | 4,21%  |
| necunoscută | necunoscută  |  | 13  | 2,28%  |